# Harry Oliver
Harry Oliver (4. april 1888 – 4. juli 1973) var en humorist, kunstner og Oscarnomineret art director på film fra 1920'erne og 1930'erne. Udover sit arbejde i Hollywood bliver han nu bedst husket for sine humoristiske skrifter om det amerikanske sydvest og for sin publikation (1946-1964) Desert Rat Scrap Book et uregelmæssigt broadsheet, dedikeret til sydvesten.
Han er kendt for sit arbejde i Hollywood som art director på filmene 7th Heaven (1927) og Gadens Engel (1928),
for hvilke han blev nomineret til en Oscar i henholdsvis 1929 og i 1930.
Han arbejdede også som art director på film som Ben Hur (1925), Sparrows (1926), Scarface (1932), Viva Villa (1934), Vampyrens mærke (1935) og Den gode jord (1937).
Han blev født i Hastings, Minnesota og døde i Woodland Hills, Los Angeles.